# Mother (Pink Floyd)
Mother è una canzone dei Pink Floyd contenuta nell'album The Wall, pubblicato nel 1979.

## Composizione
La canzone è introdotta da un sospiro, dopo il quale entra immediatamente la voce di Roger Waters, accompagnata solamente da una chitarra acustica, che nel film è sostituita da una celesta. Il brano passa dal tono calmo con cui si è aperta ad un tono più forte non appena inizia il ritornello cantato da David Gilmour, accompagnato, insieme alla chitarra acustica, da un organo, un pianoforte e una batteria, alla fine del quale viene eseguito un breve assolo di chitarra elettrica. Gli stessi strumenti rimangono fino al termine della canzone. La struttura della seconda parte del brano è identica a quella della prima; cambiano solamente le parole del ritornello.
Il brano si conclude con la voce di Waters che esclama: «Mother did it need to be so high?», vale a dire "Mamma doveva essere così alto?", riferendosi al muro.

## Trama
Come le altre canzoni dell'album, Mother narra una parte della storia di Pink, il protagonista.
La canzone narra dei rapporti fra l'ancora giovane Pink (personaggio fittizio basato principalmente su Roger Waters e, in parte, su Syd Barrett) e sua madre, che è una donna iperprotettiva nei confronti del figlio e contribuirà in modo fondamentale alla costruzione del "muro", nel tentativo di proteggerlo dalla crudeltà e dal cinismo della società. Ciò è confermato dal verso «Of course mama's gonna help build the wall», cioè "Naturalmente mamma aiuterà a costruire il muro". La madre che compare in questa canzone è molto diversa dalla visione tradizionale: il suo amore eccessivo e ossessivo ha conseguenze nefaste sulla psicologia di Pink ("Mother's gonna make all of your nightmares come true", cioè «La mamma farà avverare tutti i tuoi incubi»). Dal testo della canzone si capisce anche che alla donna non piace l'idea che Pink stia crescendo e stia acquisendo consapevolezza su ciò che accade nel mondo che lo circonda.

## Versione video
Nel film la chitarra acustica fu sostituita con una celesta, che fa sembrare la canzone una ninna nanna. Nella scena che apre il filmato viene mostrata un'istantanea, posata sulla scrivania di una camera d'albergo, di Pink con la moglie, mentre lui, steso sul letto, tenta inutilmente di telefonare a qualcuno. Non appena posa il ricevitore la scena cambia per pochi secondi, mostrando Pink che si bacia con la moglie, il che suggerisce che stesse chiamando proprio lei.
Dato che è inutile telefonare, perché nessuno gli risponde, Pink stacca il filo del telefono, abbraccia un cuscino e ricorda quando da bambino dormiva con la testa appoggiata sul petto della madre. Da questo punto in poi inizia un lungo flashback del protagonista: le scene, che cambiano ogni pochi secondi, mostrano vari momenti della sua infanzia alternati a scene di lui con la moglie.
In una sequenza in particolare viene evidenziata la differenza tra il Pink bambino ed il Pink adulto. In questa sequenza vengono mostrati due distinti momenti della vita di Pink: quando ancora giovane, mentre svolge i suoi compiti, comincia a spiare con il binocolo una sua vicina di casa mentre si spoglia e poi, nella scena seguente, da adulto, mentre evita la moglie per guardare una partita di calcio. La causa di questo cambiamento sono, molto probabilmente, tutti i "mattoni" che in particolare la madre ha inserito nel muro psicologico di Pink.
Nella scena successiva si vede il giovane Pink steso su un letto, gravemente malato, mentre viene visitato da un dottore. In questa scena il verso «Is it just a waste of time?», cioè "È solo uno spreco di tempo?", fu sostituito con «Mother am I really dying?», "Mamma, sto morendo veramente?". Chiuso in camera sua, malato e con la luce spenta, Pink viene spaventato dalle ombre proiettate sul soffitto e corre nella camera della madre, stendendosi accanto a lei.
Le scene che seguono evidenziano ancor di più il distacco fra Pink e la moglie, che alla fine, mentre lui è in tournée in America, lo tradisce con un attivista di un gruppo di pacifisti di cui lei fa parte.
Al termine della canzone, nel film, Pink tenta un'ultima volta di chiamare la moglie da un telefono pubblico, ma quando risponde una voce maschile, lascia cadere la cornetta e scivola contro il muro alle sue spalle, capendo di esser stato tradito (le frasi della centralinista suggeriscono l'idea del tradimento a distanza: «"Pronto?" "Pronto, telefonata da Mr Floyd per Mrs Floyd, accetta la chiamata proveniente dagli Stati Uniti di America?" "Ha riagganciato signore, non so perché, c'è un altro uomo accanto a sua moglie in questo momento?" "Pronto, telefonata dagli Stati Uniti di America, stiamo cercando di metterci in contatto con..." "Continua a riagganciare, ed è sempre una voce maschile che risponde"»).
La scena di Pink che chiama la moglie fu inserita, nell'album originale, alla fine di Young Lust. Questo rende la storia del film leggermente differente da quella raccontata nell'album. Infatti, mentre nel disco Pink tradisce la moglie prima di sapere che anche lei lo tradiva, nel film lui invita la groupie a seguirlo perché ormai sa del tradimento della moglie.

## Cover
- Una cover di questa canzone è presente nell'album tributo ai Pink Floyd, A Fair Forgery of Pink Floyd.
- Slash, il chitarrista dei Guns N'Roses, spesso esegue Mother come introduzione della canzone Paradise City durante i concerti dal vivo.
- Nel tour del 2006 Fuck the Back Row, Amanda Palmer, del gruppo the Dresden Dolls cantò Mother in alcuni concerti, accompagnata dalle percussioni di Brian Viglione.
- Il gruppo punk rock Yer Mom incluse una cover di questa canzone nel suo primo album Full New Deal.
- Sinéad O'Connor cantò questo brano durante il concerto The Wall - Live in Berlin insieme a Roger Waters.
- Il chitarrista del gruppo Dream Theater, John Petrucci, eseguì l'assolo del brano come parte di un'estesa sezione strumentale della canzone Sorrounded, durante il tour 2007/2008 della band.
- Adam Sandler eseguì una parte dell'assolo del brano durante la sua performance di Nobody But Me, agli MTV Movie Awards 2008.
- I Pearl Jam hanno eseguito una cover nel film Pearl Jam Twenty e nell'omonima colonna sonora di questo brano nel 2011.

## Formazione

### Pink Floyd
- Roger Waters – voce, chitarre acustiche
- David Gilmour – voce, chitarra elettrica, basso elettrico

### Membri aggiuntivi
- Bob Ezrin – armonium, pianoforte
- Jeff Porcaro – batteria